# Wormed
Wormed é uma banda de death metal da Espanha. Formada em 1998 por J. Oliver, Dani e Guillemoth. Em 2020, a revista Loudwire a considerou a melhor banda de metal espanhola da história.

## Integrantes

### Atuais
- J.L. "Phlegeton" Rey - vocal
- Guille Garcia - baixo
- Miguel Ángel - guitarra
- Gabriel Valcázar - bateria

### Ex-integrantes
- Riky - bateria
- Andy C. - bateria
- Charly - guitarra
- Dani - guitarra
- J. Oliver - guitarra
- G-Calero - bateria (falecido em 9 de março de 2018)[6]

## Discografia
Álbuns de estúdio
- Planisphærium (2003)
- Exodromos (2013)
- Krighsu (2016)[7]

Demos, EPs, e Splits
- Floating Cadaver In The Monochrome (1999)
- Voxel Mitosis (2001)
- Get Drunk or Die Trying: Premature Burial Tour Vol.1 (2004) split com Goratory and Vomit Remnants
- Quasineutrality (2009)
- Metaportal (2019)

## Videoclipes
- "Tautochrone" do álbum Exodromos (2013)[8]
- "Computronium Pulsar Nanarchy" do álbum Krighsu (2016)[9]